# Hanswijkcavalcade

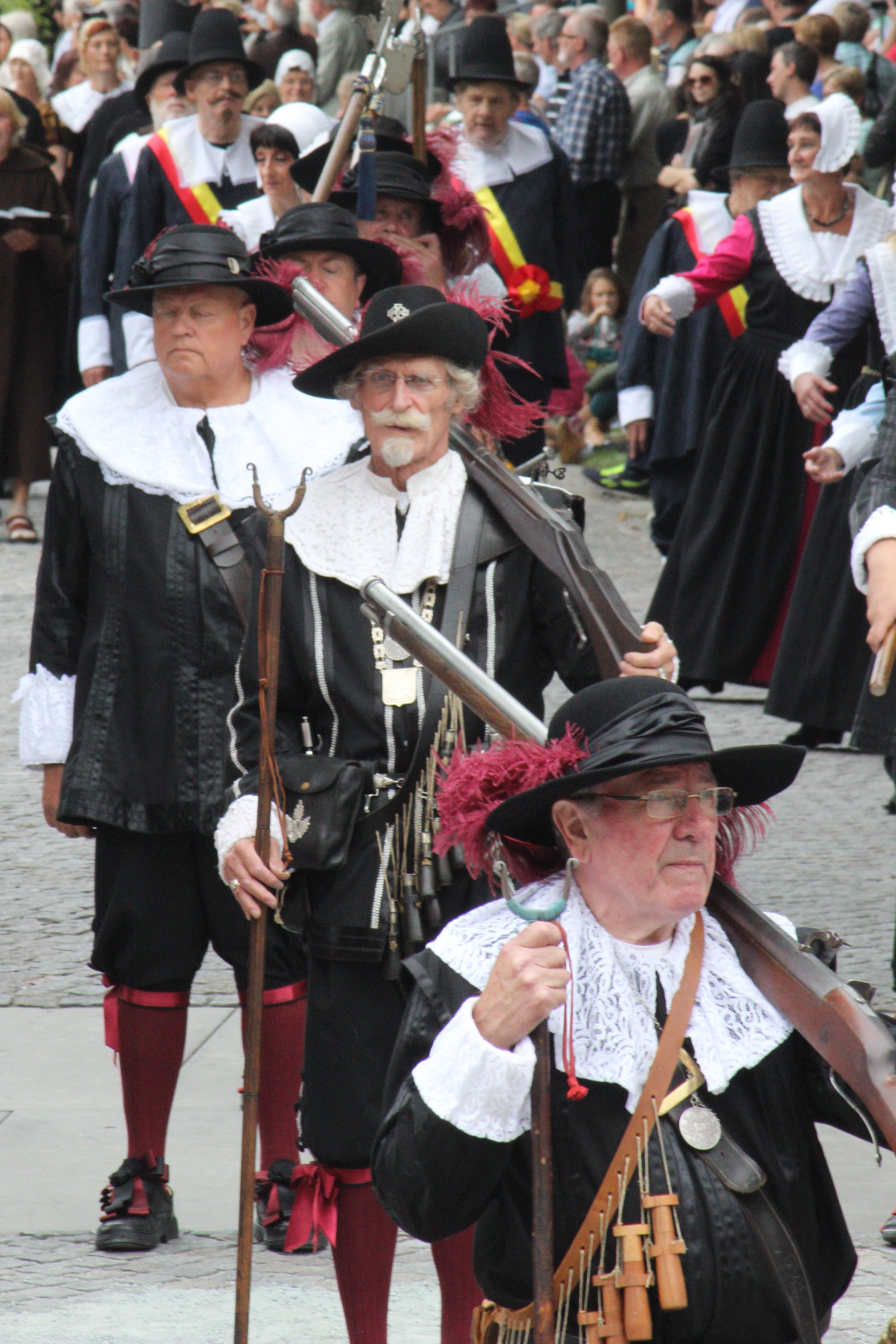
De Hanswijkcavalcade trekt door de stad Mechelen op 25 augustus 2013

De Hanswijkcavalcade is een historische en religieuze stoet die om de 25 jaar door de Mechelse binnenstad trekt. De Cavalcade ontstond uit de jaarlijkse Hanswijkprocessie en wordt gevolgd door de meer profane Ommegang van Mechelen.  

## Geschiedenis
In 1738 werd de 750e verjaardag van de Mariaverering in de wijk Hanswijk, bij Mechelen, gevierd. Deze herdenking viel samen met de 450-jarige aanwezigheid van de Dalscholieren, de kloosterorde die de zorg voor de parochie van Hanswijk op zich had genomen, in de stad. Dit dubbele jubileum leidde tot de organisatie van de Hanswijkjubelfeesten, die vooral een christelijk karakter hadden. Het centrum van deze viering lag dan ook bij de liturgische vieringen in de basiliek van Onze-Lieve-Vrouw van Hanswijk. 
Ook buiten de kerk werd er echter gevierd met de eerste Jubelprocessie, waarin het Mariabeeld door de stad werd gedragen, en de eerste Hanswijkcavalcade, een optocht van ruiters en door paarden getrokken praalwagens die taferelen en figuren uit de Bijbel en de geschiedenis van Mechelen verbeelden. 
Het stadsbestuur en de bevolking van Mechelen sloten zich aan bij de godsdienstige gebeurtenis, waardoor de Cavalcade voortaan om de 25 jaar uitging. Tevens werd de meer volkse Ommegang met zijn reuzenstoet, Ros Beiaard en Opsinjoorke, die al sinds de 14e eeuw bestond, aan de Cavalcade gekoppeld.